# Гагиев, Руслан Магометович
Руслан Магометович Гагиев (ингуш. Гаьгинаькъан Мухьмада Руслан; род. 12 октября 1976 год, Малгобек, Чечено-Ингушская АССР, РСФСР, СССР) — российский государственный деятель, Председатель Правительства Республики Ингушетия (с 18 ноября 2016 года по 9 сентября 2018 года).

## Биография
Родился в городе Малгобек. Окончил Алматинский государственный университет имени Абая в 2003 году по специальности «юрист». Имеет звание «Заслуженный юрист Ингушетии».
В марте 2008 года избран депутатом Народного Собрания Республики Ингушетия. В декабре 2011 года повторно избран депутатом Народного Собрания Республики Ингушетия. Занимал должности заместителя Председателя Народного Собрания, главы комитета по конституционному и избирательному законодательству, законности, правопорядку и безопасности.
Возглавил Правительство Республики Ингушетия 18 ноября 2016 года, после того, как кабинет Абубакара Мальсагова был отправлен в отставку главой Ингушетии Юнусом-беком Евкуровым. 9 сентября 2018 года снят с должности в связи с отставкой Правительства республики.